# Wrangell (Alaska)
Wrangell (Ḵaachx̱aana.áakʼw in tlingit) è un comune dell'Alaska, negli Stati Uniti d'America. I confini del comune coincidono con quelli del Borough di Wrangell, e l'amministrazione locale opera sia a livello cittadino che di distretto. Deve il suo nome all'isola su cui è localizzato, che a sua volta deve il nome a Ferdinand Petrovič Vrangel', un esploratore russo e amministratore della Russian-American Company dal 1830 al 1835.

## Geografia fisica

### Territorio
Wrangell è situata sulla punta settentrionale dell'omonima isola, nell'Alaska sud-orientale. Dista poco meno di 240 chilometri da Juneau, capitale dello Stato dell'Alaska.
In base al censimento del 2010, il borough di Wrangell ha un'area di 8.970 km², dei quali 2.390 km² sono composti da acque.

### Clima
In base alla classificazione dei climi di Köppen, Wrangell ha un clima umido continentale. Le estati sono miti e piovose con notti fresche. Gli inverni sono moderatamente freddi se paragonati agli standard di altre zone dell'Alaska.

## Infrastrutture e trasporti
Essendo localizzata sull'omonima isola, i trasporti per raggiungere Wrangell si basano su traghetti e aerei. Per spostarsi sull'isola sono invece a disposizione una rete di strade (sia asfaltate che sterrate) e alcune miglia di ferrovia, utilizzata però solo per trasporto di merci.

### Traghetti
La compagnia Alaska Marine Highway collega Wrangell al resto dell'Alaska sud-orientale. Durante l'estate Wrangell è inoltre una delle fermate del servizio pubblico di trasporti marittimi denominato Inter-Island Ferry Authority.

### Aeroporti
Ogni giorno due Boeing 737-700/800 della compagnia Alaska Airlines fanno scalo al Wrangell Airport: uno alla mattina e uno di sera.

### Strade
La via asfaltata principale è la Zimovia Highway, che si sviluppa sul lato occidentale dell'isola per circa 22 chilometri. Tolta la Highway e le vie cittadine, il resto delle strade sono sterrate. La Isheyama Drive, che corre nel lato sud-orientale di Wrangell, è asfaltata per circa 3 chilometri.

## Media

### Quotidiani
Il giornale locale è il The Wrangell Sentinel, che è anche il più antico ad essere stato pubblicato in Alaska, essendo in stampa dal 1902.

### Biblioteche
La libreria principale è la Irene Ingle Public Library.

### Radio
Wrangell è raggiunta da due stazioni radio: la stazione pubblica KSTK e la KWRG-LP, di orientamento cristiano.